# The Atom (film)
Pour plus de détails, voir Fiche technique et Distribution.
The Atom est un film américain réalisé par William C. Dowlan, sorti en 1918.

## Synopsis
Montague Booth, un acteur, est défiguré lors d'un incendie au théâtre et de ce fait perd l'admiration du public et de sa partenaire Belle Hathaway. Alors qu'il est sur le point de se suicider dans la chambre de la pension de famille où il habite, il est sauvé par Jenny, la bonne. Booth et Jenny rejoignent le spectacle ambulant d'un vieil ami de Booth, Oldson, mais Jenny ne supporte pas le voyage et ils s'installent comme pionniers. Lorsque Belle apprend que Booth est devenu riche, elle cherche à le voler et à faire accuser Jenny, mais il découvre la vérité.

## Fiche technique
- Titre original : The Atom
- Réalisation : William C. Dowlan
- Scénario : Catherine Carr
- Photographie : Elgin Lessley
- Société de production : Triangle Film Corporation
- Société de distribution : Triangle Distributing Corporation
- Pays de production :  États-Unis
- Langue originale : anglais
- Format : noir et blanc — 35 mm — 1,37:1 — Film muet
- Genre : drame
- Durée : 50 minutes (5 bobines)
- Date de sortie :
  - États-Unis : 15 septembre 1918
- Licence : Domaine public

## Distribution
- Pauline Starke : Jenny
- Belle Bennett : Belle Hathaway
- Harry Mestayer : Montague Booth
- Ruth Handforth : Miss Miggs, la propriétaire de la pension de famille
- Walter Perkins[2] : Oldson
- Lincoln Stedman : Ethelbert
- Eugene Burr : Benson
- Tom Buckingham : Jerry